# Suslic tropical
El suslic tropical (Notocitellus adocetus) és una espècie de rosegador de la família dels esciúrids. És endèmic de Mèxic (Guerrero, Jalisco i Michoacán). Té una dieta omnívora. El seu hàbitat natural són les zones amb vegetació xeròfita, incloent-hi les àrees rocoses a les vores dels canyons i els camps de conreu. Es creu que no hi ha cap amenaça per a la supervivència d'aquesta espècie.